# Tadeusz Wrona (polityk)
Tadeusz Stanisław Wrona (ur. 26 marca 1951 w Szczecinie) – polski polityk, samorządowiec, w latach 1990–1995 i 2002–2009 prezydent Częstochowy, poseł na Sejm III kadencji, w 2010 doradca prezydenta Lecha Kaczyńskiego.

## Życiorys
Syn Kazimierza i Antoniny. Absolwent IV LO im. Henryka Sienkiewicza w Częstochowie. W 1974 ukończył studia na Wydziale Budowy Maszyn Politechniki Częstochowskiej, na którym następnie uzyskał w 1982 stopień doktora nauk technicznych. Do 1990 był pracownikiem naukowym politechniki, pracę tę kontynuował także w latach 1996–1997.
W 1980 był jednym z założycieli i wiceprzewodniczącym „Solidarności” na Politechnice Częstochowskiej. W latach 1989–1990 zasiadał w prezydium miejskiego Komitetu Obywatelskiego. Od 18 czerwca 1990 do 3 listopada 1995 sprawował funkcję prezydenta Częstochowy, był też od 1990 do 1998 radnym miejskim. W latach 1993–1995 działał w Komisji Wspólnej Rządu i Środowisk Samorządowych oraz Radzie ds. Samorządu Terytorialnego przy prezydencie RP. Stanął na czele organizacji skupiającej samorządowców pod nazwą Liga Krajowa. W 1995 został odwołany z funkcji prezydenta przez radę miejską.
W latach 1997–2001 z ramienia Akcji Wyborczej Solidarność pełnił mandat posła na Sejm III kadencji. Był wiceprzewodniczącym Komisji Samorządu Terytorialnego i Polityki Regionalnej. W 2001 nie został ponownie wybrany. Należał do Ruchu Społecznego, po jego rozpadzie założył lokalne ugrupowanie.
W wyniku pierwszych w historii Polski wyborów bezpośrednich w 2002 po raz drugi objął urząd prezydenta Częstochowy, rozpoczynając kadencję 19 listopada tegoż roku. W następnych wyborach w 2006 skutecznie ubiegał się o reelekcję, uzyskując 60,77% głosów i pokonując w drugiej turze Halinę Rozpondek. W referendum przeprowadzonym 15 listopada 2009 spośród 41 892 głosujących 39 284 osób opowiedziało się za jego odwołaniem z urzędu. Frekwencja wyniosła 21,32%, co oznaczało ważność referendum. Zakończył urzędowanie 18 listopada 2009.
Od lutego 2010 był doradcą prezydenta Lecha Kaczyńskiego. W tym samym roku bez powodzenia kandydował na prezydenta Częstochowy, uzyskał wówczas mandat radnego rady miejskiej. W lutym 2011 został przyjęty do departamentu administracji publicznej w NIK. W marcu 2011 zrezygnował z kierowania Wspólnotą Samorządową (jego następcą został Konrad Głębocki), a w maju złożył rezygnację z funkcji radnego, motywując to wchodzącym w życie prawem zakazującym łączenia funkcji radnego z pracą w NIK.

## Odznaczenia
- Krzyż Oficerski Orderu Odrodzenia Polski – 2008[9]
- Krzyż Wolności i Solidarności – 2013[10]
- Złoty Krzyż Zasługi – 2002[11]
- Krzyż Korpusu Wojska Polskiego – 1996
- Honorowa Odznaka Pamiątkowa Za Służbę dla Pokoju – Czechy, 2005[12]